# Bistreț, Burgas
Bistreț (în bulgară Бистрец ) este un sat situat în partea de sud-est a Bulgariei, în Regiunea Burgas. Aparține administrativ de comuna Sredeț. La recensământul din 2001 avea o populație de 155 locuitori.

## Demografie
Componența etnică a satului Bistreț
     Bulgari (96,57%)
     Nicio identificare (1,36%)
     Altele (2,05%)
La recensământul din 2011, populația satului Bistreț era de 146 locuitori. Din punct de vedere etnic, majoritatea locuitorilor (96,57%) erau bulgari. Pentru 1,36% din locuitori nu este cunoscută apartenența etnică.